# AEIOU (Pnau ed Empire of the Sun)
AEIOU è un singolo dei gruppi australiani Pnau ed Empire of the Sun pubblicato il 15 ottobre 2023 come estratto dall'album in studio degli Pnau Hyperbolic.

## Video musicale
Il video musicale, diretto da Kuba Matyka, è stato pubblicato il 25 ottobre 2023.

## Tracce
1. AEIOU – 3:15